# Neotrygon kuhlii
La raya máscara de Kuhl (Neotrygon kuhlii), también conocida como raya de manchas azules o raya de Kuhl, es una especie de raya de la familia Dasyatidae. Fue cambiada recientemente de Dasyatis kuhlii en 2008 después de que los análisis morfológicos y moleculares mostraran que forma parte de un género distinto, Neotrygon. El cuerpo es romboidal y de color verde con manchas azules. Se estima que la anchura máxima del disco es de 46,5 cm (18,3 pulgadas). Es popular en los acuarios, pero normalmente no se distingue de la raya de cola de cinta con manchas azules. La raya de cola de cinta tiene un cuerpo redondeado, es de un verde más brillante con un azul más vivo y manchas más vivas, pero la raya de Kuhl es más grande. La esperanza de vida de la raya se estima en 13 años para las hembras y 10 años para los machos. La raya de manchas azules se alimenta de muchos peces y pequeños moluscos. También se encuentra generalmente desde Indonesia hasta Japón, y en la mayor parte de Australia. La raya de Kuhl también es blanco de muchos parásitos, como tenias, platelmintos y lombrices intestinales.

## Taxonomía
La raya de Kuhl fue descubierta por Heinrich Kuhl en Java (Indonesia). El tamaño de la población de esta especie es muy discutible debido a que existen cinco especies diferentes de rayas en Indonesia. Además, se conocen dos subgrupos diferentes, las formas de Java y Bali. La diferencia distintiva entre las dos variedades es su tamaño, siendo la de Bali mucho mayor que la de Java. A nivel familiar, la familia Dasyatidae está formada por 9 géneros y 70 especies. Las especies de Neotrygon se denominan maskrays, por el patrón de coloración alrededor de los ojos.

## Descripción y comportamiento

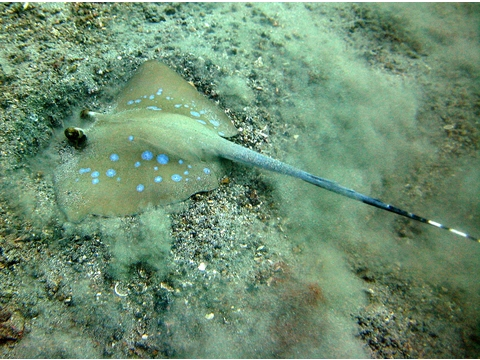
El cuerpo completo de una raya de manchas azules, mostrando la cola a rayas blancas y negras.

Las rayas máscara de Kuhl tienen un cuerpo plano, en forma de disco, romboidal de hasta 47 cm (19 pulgadas) de diámetro y 70 cm (28 pulgadas) de longitud total. Su coloración es verde oscuro con manchas azules con un vientre blanco claro, también conocido como contratono. Sus hocicos son muy cortos y anchamente angulares junto con un disco angular. La coloración brillante de las rayas sirve como advertencia de sus espinas venenosas. Las rayas tienen una cola muy larga que alberga dos espinas venenosas en su base. Su cola es aproximadamente el doble de larga que su cuerpo, y las púas o espinas son de dos tamaños diferentes, siendo una muy grande y la otra de tamaño medio. Las rayas máscara de Kuhl tienen ojos amarillos brillantes colocados de forma que les permiten un amplio ángulo de visión. Como sus branquias están situadas ventralmente, los espiráculos permiten que el agua llegue a las branquias mientras descansan o se alimentan en el bentos. Los espiráculos están situados directamente detrás de los ojos. La boca está situada en la parte ventral del cuerpo, lo que favorece la técnica de forrajeo única de las rayas. Las rayas son normalmente individuos solitarios, pero pueden aparecer en grupos. Una característica única de las rayas máscara de Kuhl es que se entierran en la arena sólo para esconderse de los depredadores, a diferencia de la mayoría de las rayas, que se entierran regularmente para cazar.

### Alimentación

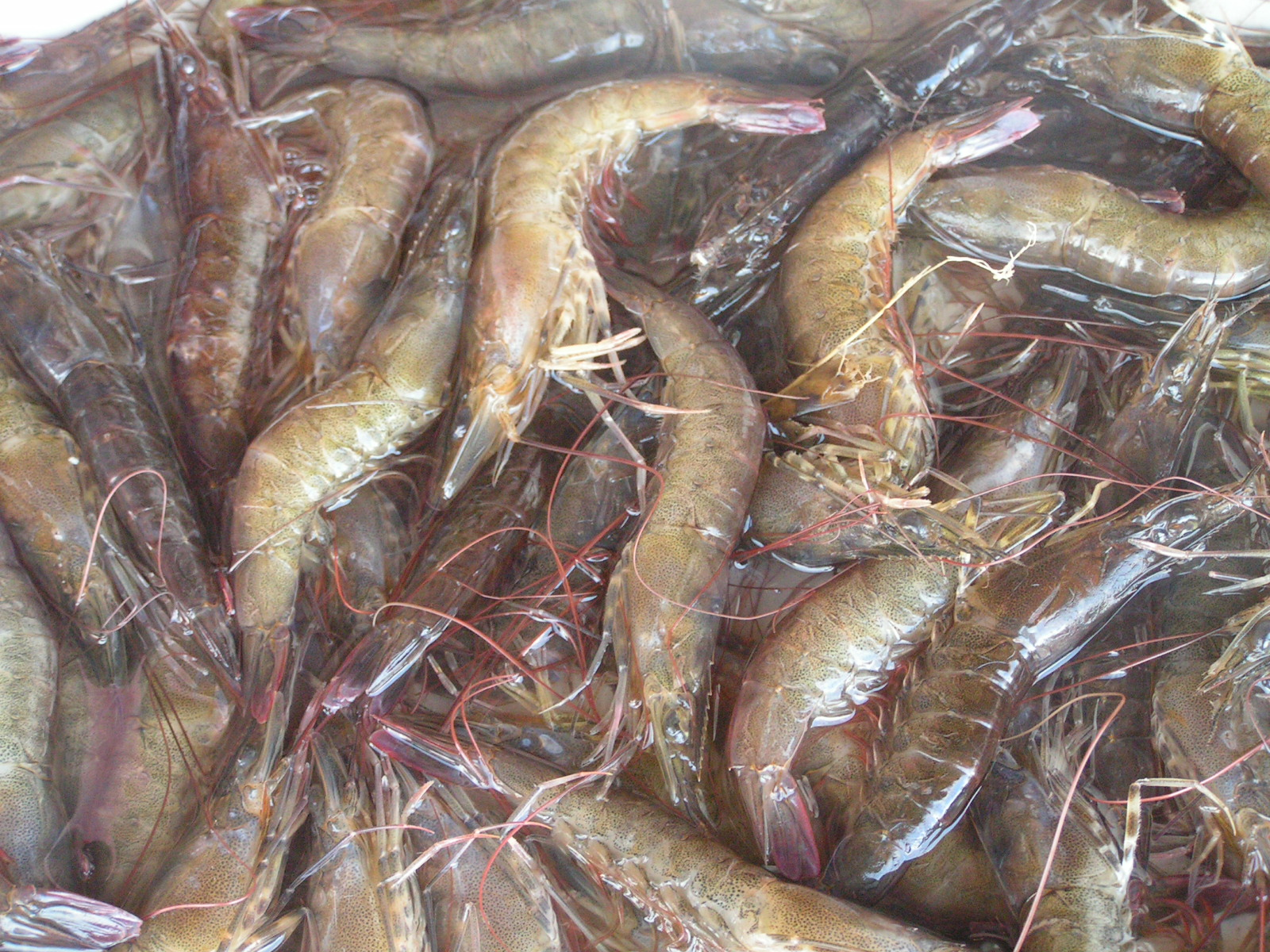
El camarón, una de las fuentes de alimento de la raya de manchas azules

La raya de Kuhl se alimenta de gambas, pequeños peces óseos, moluscos, cangrejos y gusanos. Debido a que esta raya se alimenta del fondo poco profundo, tiene una pequeña variedad de vida marina de la que alimentarse. Aplasta a sus presas clavándolas en el fondo marino con sus aletas. Esta raya tiene numerosos dientes diminutos, con la mandíbula inferior ligeramente convexa. Como la mayoría de las rayas, tiene dientes en forma de plato para aplastar a sus presas.

### Reproducción
La raya de Kuhl es ovovivípara. Los embriones son retenidos en huevos dentro del cuerpo de la madre hasta que están listos para eclosionar. Los embriones se nutren del líquido uterino de la madre. Las madres dan a luz hasta siete crías por camada; estas crías miden de 6 a 13 pulgadas (150 a 330 mm) al nacer. La raya de manchas azules transmite a su descendencia 32 juegos de cromosomas. La hembra también tiene un ciclo reproductivo anual. La época de apareamiento es en octubre y noviembre, y la época de ovulación es en el verano australiano (del 1 de diciembre al 28/29 de febrero), que coincide con el desarrollo embrionario.

## Hábitat
La raya de Kuhl suele encontrarse en aguas de profundidades inferiores a 90 m (295 pies), siendo común encontrarla en la arena y en marismas, pero también se encuentra cerca de arrecifes de coral rocosos y lechos de algas marinas. Esta raya se encuentra en un clima tropical en 29°N a 31°S, y 20°E a 171°W. Durante la marea alta, la raya de manchas azules se desplaza a las lagunas poco profundas y a las planicies arrecifales. Se encuentra en el norte de Australia, Kenia, Madagascar, Mauricio, Somalia, la costa este de Sudáfrica y la India, y en casi todas las aguas continentales de Asia, incluyendo el Mar de Japón, el Mar Amarillo, el Mar de China Oriental, el Mar de Filipinas, el Mar de Sulu, el Mar de Java, el Mar de Banda, el Mar de Célebes, el Mar de Andamán, la Bahía de Bengala y el Mar Arábigo.

## Amenazas y zonas protegidas

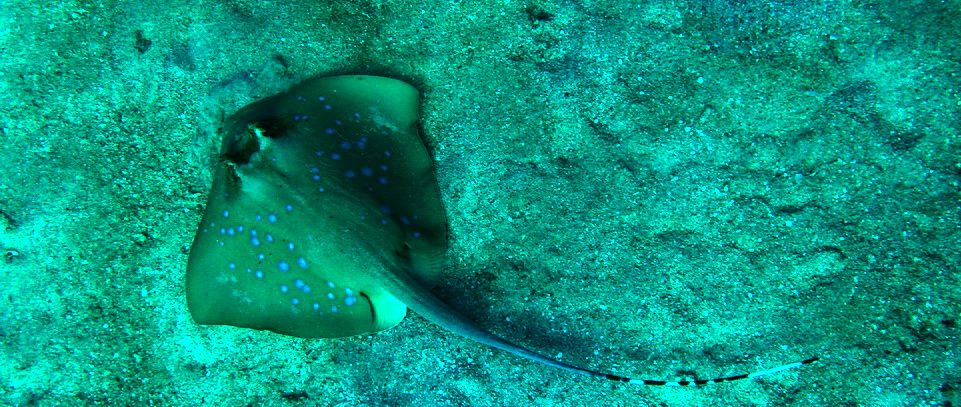
El cuerpo de la raya de Kuhl es más anguloso, lo que la distingue de la raya de cola de cinta con manchas azules.

Queensland (Australia) cuenta con numerosas zonas de alta protección de la raya de Kuhl, tres de las cuales son Shoalwater, el sitio Ramsar de la zona de Corio Bay y el Parque Marino de la Gran Barrera de Coral. Una de las principales amenazas para esta raya es la destrucción de los arrecifes de coral, principalmente en el Pacífico noroccidental. Las rayas habitan en estos arrecifes y la destrucción y la contaminación por fertilizantes y pesticidas las perjudican. La raya es capturada habitualmente en el mar de Java por pescadores de arrastre y por barcos daneses de cerco en grandes cantidades. La raya azul es la segunda especie de la familia de los tiburones, las rayas y las noriegas que más se pesca, con unos 700 kg (1.500 lb) por barco en 2006-2007.

## Depredadores
Los elasmobranquios más grandes, como los tiburones martillo, se alimentan de rayas de Kuhl. La coloración de las rayas es una advertencia de las púas altamente venenosas, por lo que pocos animales intentan dominarlas. El tiburón martillo utiliza su cabeza para inmovilizar a esta raya, mientras está en estado de shock y mucho más débil.

## Interacción humana
Debido a las características únicas de esta raya, es común encontrarla en el comercio de mascotas, pero mucha gente ignora el hecho de que el tamaño completamente maduro de la raya excede la capacidad de muchos acuarios domésticos. La raya de Kuhl se pesca generalmente por su carne, que se ahúma y sala o se seca para los mercados locales, pero es barata debido a su pequeño tamaño. Se captura en masa en redes de arrastre de fondo, trasmallos y trampas para peces. La raya de Kuhl es muy venenosa y tiene una púa de unas 12 pulgadas (300 mm) de largo. El veneno contiene serotonina, 5' nucleotidasa y fosfodiesterasa.
La piel de la raya de kuhl se utiliza a menudo para tambores, como en el tambor de copa árabe y turco darbuka y la pandereta riq.

## Parásitos
Muchos parásitos pueden habitar en la raya de kuhl:
| Clase común      | Grupo                     | Parásito |
| ---------------- | ------------------------- | --- |
| Tenias           | Cestodos, Cefalobótidos   | Cephalobothrium longisegmentum y Tylocephalum kuhli                                                                           |
| Tenias           | Cestodos, Mixodigmatidae  | Trygonicola macroporus |
| Tenias           | Cestodos, Onchobothriidae | Acanthobothrium bengalens, Acanthobothrium confusum, Acanthobothrium herdmani, y Acanthobothrium pingtanensis                 |
| Tenias           | Cestodos, Filobotríidos   | Echeneibothrium trygonis, Phyllobothrium ptychocephalum, Rhinebothrium shipleyi, Scalithrium shipleyi, y Scalithrium trygonis |
| Gusanos planos   | Monogéneos, Monocotílidos | Dendromonocotyle kuhlii, Heterocotyle chinensis, Monocotyle kuhlii, y Monocotyle tritestis                                    |
| Fusano trematodo | Trematodos, Monocotílidos | Prosorhynchus clavatum |
| Fusano trematodo | Trematodos, Didymozoidos  | Didymozoid larva |

## Aplicaciones
Dos péptidos cortos identificados a partir de las proteínas hidrolizadas de esta especie mostraron efectos protectores contra la oxidación de lípidos, ADN y proteínas. Se ha propuesto la posible aplicación de los péptidos como ingredientes alimentarios funcionales o nutracéuticos.

## Lectura adicional
- Randall, John E. (2005). Reef and Shore Fishes of the South Pacific: New Caledonia to Tahiti and the Pitcairn Islands. University of Hawaii Press. ISBN 978-0-8248-2698-7.